# Winter-Paralympics 2022/Teilnehmer (China)
| stlisierte Goldmedaille | stlisierte Silbermedaille | stlisierte Bronzemedaille |
| ----------------------- | ------------------------- | ------------------------- |
| 18                      | 20                        | 23                        |

Die Volksrepublik China nahm als Gastgebernation an den Winter-Paralympics 2022 in Peking vom 4. bis 13. März 2022 teil. 96 chinesische Para-Athletinnen und -athleten waren in allen 6 Sportarten nominiert. Es war die sechste Teilnahme des Landes an Paralympischen Winterspielen.
Nachdem China zuvor insgesamt eine Medaille gewann, errangen die Athletinnen und Athleten in Peking 61 Medaillen (18× Gold, 20× Silber und 23× Bronze) und dominierten so den Medaillenspiegel bei ihren Heimspielen (vor der Ukraine mit 29 Medaillen (11× Gold, 10× Silber und 8× Bronze)).

## Teilnehmer

### Rollstuhlcurling
| Wettbewerb      | Team |
| --------------- | --- |
| Athleten        | Haitao Wang (Skip) Jianxin Chen (Vice) Mingliang Zhang (2) Zhuo Yan (1) Yulong Sun (Ersatz)                                                                        |
| Vorrunde        | Kanada (3:7) Schweden (1:5) Estland (9:3) Südkorea (9:4) Schweiz (7:4) Vereinigte Staaten (10:2) Slowakei (7:5) Norwegen (7:4) Großbritannien (6:3) Lettland (9:2) |
| Halbfinale      | Kanada (9:5) |
| Spiel um Bronze | – |
| Finale          | Schweden (8:3) |
| Rang            | Gold |

## Kritik
China führte den Medaillenspiegel mit 61 Medaillen vor der Ukraine mit 29 Medaillen überlegen an. Es war von Kritikern von Klassifizierungsdoping die Rede. Die Einordnung in die Klassifizierungsklassen wurde weit vor den Paralympics durchgeführt und während der Paralympics auch nicht mehr überprüft. Es kam daher teilweise zu eklatanten Leistungsunterschieden in den jeweiligen Klassen. Friedhelm Julius Beucher, Präsident des Deutschen Behindertensportverbandes (DBS) forderte „Die Klassifizierungsdiskussion gehört ganz nach oben auf die Agenda des Internationalen Paralympischen Komitees“. Die Klassifizierungen der Athletinnen und Athleten Chinas war besonders in der Diskussion. Auffällig war, dass Chinas Starterinnen und Starter zuvor nicht in Weltcups oder überhaupt im Ausland aktiv waren. Sie wurden in Klassifizierungsklassen eingeordnet, die offenbar nicht dem tatsächlichen Grad der Beeinträchtigung entsprachen. Vor Peking hatte China gerade mal eine Medaile überhaupt bei Paralympics geholt. Oksana Masters traute sich zudem vom Doping zu sprechen, nachdem sie dreimal Silber hinter der Chinesin Yang Hongqiong gewann. Masters bedachte  Yang, die vor den Paralympics außerhalb Chinas niemals antrat, nach Rennen mit Worten wie „Du Betrügerin“ und „Fuck Doping!“.